# サン＝ミシェル駅
サン＝ミシェル駅（ーえき、仏: Saint-Michel）は、フランスの首都パリの5区と6区にまたがるメトロ4号線の駅である。1910年開業。地上にはサン＝ミシェル広場がある。RER B線、C線が乗り入れるサン＝ミシェル＝ノートルダム駅との乗り換え駅。

## 駅周辺
- カルチエ＝ラタン
- シテ島
- サン＝ルイ島
- ノートルダム大聖堂

## 隣の駅
パリメトロ
4号線
シテ駅（ Cité ） - サン＝ミシェル駅 - オデオン駅（Odéon）